# キュリーの法則
常磁性物質においては、 その物質の磁化は、（ほぼ）かけられた磁場に正比例する。しかし、もし物質が熱せられていると、この線形性は消失する: 一定の磁場については、磁化は（ほぼ）温度に反比例する。この事実はキュリーの法則（英語: Curie's law）にまとめられる:
{\displaystyle {\boldsymbol {M}}=C{\frac {\boldsymbol {B}}{T}}}
ここで
- {\displaystyle {\boldsymbol {M}}} は発生する磁化
- {\displaystyle {\boldsymbol {B}}} は磁場（単位はテスラ）
- {\displaystyle T} は絶対温度（単位はケルビン）
- {\displaystyle C} は物質固有のキュリー定数。

また、磁化率{\displaystyle \chi }を用いて以下のように書くこともできる。
{\displaystyle \chi ={\frac {C}{T}}}
この関係は1895年にピエール・キュリーにより（実験結果が想定されるモデルに適合するように調整されつつ）実験的に発見された。その後、ポール・ランジュバンが理論的に導出した（以下を参照）。そのため、キュリー・ランジュバンの法則とも呼ばれる。
この法則は高温または弱い磁場についてのみ成り立つ。以下で導く通り、低温または強磁場のような反対側の極限では磁化は飽和する。
なお、強磁性体や反強磁性体では、キュリーの法則を拡張したキュリー・ワイスの法則が（ほぼ）成り立っている。

## 量子統計力学での導出

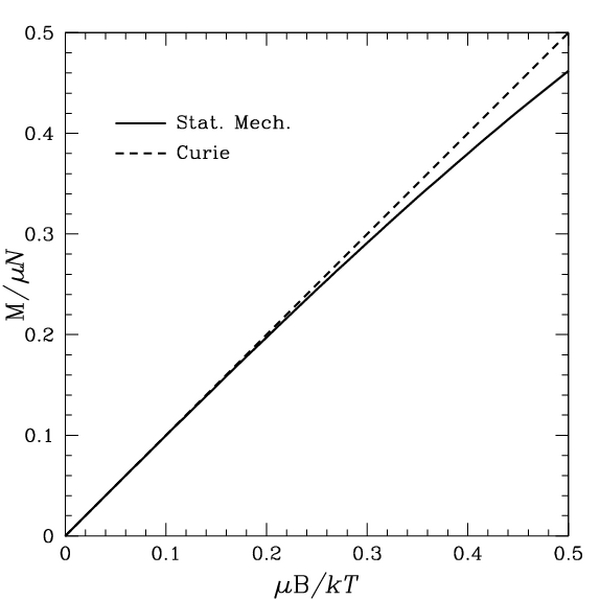
常磁性体の磁化
ただし横軸は温度の逆数

単純な常磁性体のモデルとして、互いに相互作用をしない粒子で構成されている物質を考える。それぞれの粒子は{\displaystyle {\boldsymbol {\mu }}}で与えられる磁気モーメントをもつ。磁場中における磁気モーメントのエネルギーは以下で与えられる。
{\displaystyle E=-{\boldsymbol {\mu }}\cdot {\boldsymbol {B}}}

### 2状態（スピン-1/2）の粒子
計算を簡単にするために、2状態の粒子を考える。2状態とは、粒子の磁気モーメントが磁場に対して平行（平行で向きも同じ）と反平行（平行だが向きは逆）のどちらかをとることができるということを意味する。よって磁気モーメントに許される値は{\displaystyle \mu }または{\displaystyle -\mu }である。この模型をイジング模型とよぶ。この場合、各粒子は
{\displaystyle E_{0}=-\mu B}
か
{\displaystyle E_{1}=\mu B}
のどちらかのエネルギーをもつことができる。
次に、粒子が磁場の方向に向くときの向きやすさを考える。この向きやすさを磁化{\displaystyle \mu }の期待値で考える。
{\displaystyle \left\langle \mu \right\rangle =\mu P\left(\mu \right)+(-\mu )P\left(-\mu \right)={1 \over Z}\left(\mu e^{\mu B\beta }-\mu e^{-\mu B\beta }\right)={2\mu  \over Z}\sinh(\mu B\beta ),}
ここで粒子の配向の確率はそのボルツマン因子によって与えられており、更に確率は分配関数{\displaystyle Z}で割ることによって正規化されている（よって全確率の和は1である）。 
一粒子の分配関数は以下で与えられる。
{\displaystyle Z=\sum _{n=0,1}e^{-E_{n}\beta }=e^{\mu B\beta }+e^{-\mu B\beta }=2\cosh \left(\mu B\beta \right)}
以上より、この単純な場合には次式の一粒子当たりの磁化の期待値を得る。
{\displaystyle \left\langle \mu \right\rangle =\mu \tanh \left(\mu B\beta \right)}
さらに、固体の磁化の総量は次の式で与えられる。

{\displaystyle M=N\left\langle \mu \right\rangle =N\mu \tanh \left({\frac {\mu B}{kT}}\right)}
上記の公式はランジュバンの常磁性方程式 (Langevin paramagnetic equation) などと呼ばれる。ピエール・キュリーは実験において、比較的高温の場合や低磁場の場合におけるこの法則の近似式を発見した。
このランジュバンの求めた磁化が、{\displaystyle T}が大きく{\displaystyle B}が小さいという特別な条件下でどのように表されるかを見てみよう。温度が上昇し、磁場が減少するに従い、{\displaystyle \tanh }の引数が減少してゆく。すなわち{\displaystyle \mu B/kT\ll 1}となる。ここで、{\displaystyle |x|\ll 1}の場合{\displaystyle \tanh x\approx x}という近似が成り立つため、磁化{\displaystyle {\boldsymbol {M}}}は

{\displaystyle {\boldsymbol {M}}(T\rightarrow \infty )={\frac {N\mu ^{2}}{k}}{\frac {\boldsymbol {B}}{T}}}
と表すことができる。
以上より、キュリーの法則を証明することができた。なお、キュリー定数{\displaystyle C}は{\displaystyle C=N\mu ^{2}/k}である。また反対に、低温や高磁場の状況では磁化{\displaystyle M}は最大値{\displaystyle N\mu }に漸近する。これは全ての粒子が完全に磁場の方向へと整列していることを意味している。

### 一般的な場合
粒子が任意のスピン（たくさんのスピン状態）を持っている場合、磁化率の公式は少し複雑になる。このより一般的な公式とその導出には、ブリルアン関数を参照すること。スピンが無限に近づくにつれ、磁化の公式は以下の節で導出する古典的な値に近づいてゆく。

## 古典統計力学による導出
常磁性磁子が古典的な自由に回転する磁気モーメントであると考えられる場合には、異なる扱いが適用される。この場合、磁気モーメントの状態は球座標における角度で表すことができる。またひとつ当たりのエネルギー{\displaystyle E}は以下で表される。
{\displaystyle E=-\mu B\cos \theta ,}
ここで{\displaystyle \theta }は磁気モーメントと磁場の間の角度である。なお、ここでは磁場は{\displaystyle z}軸方向を向いているとする。
対応する分配関数{\displaystyle Z}は以下で表される。
{\displaystyle {\begin{aligned}Z&=\int _{0}^{2\pi }d\phi \int _{0}^{\pi }d\theta \sin \theta \exp(\mu B\beta \cos \theta )\\&=-2\pi {\frac {\exp(\mu B\beta \cos \theta )}{\mu B\beta }}{\Bigg |}_{0}^{\pi }\\&={\frac {4\pi \sinh(\mu B\beta )}{\mu B\beta }}\end{aligned}}}

よって磁化の{\displaystyle z}成分の期待値は以下となる。（{\displaystyle z}以外は{\displaystyle \phi }についての積分より0とみなされるため。）
{\displaystyle \left\langle \mu _{z}\right\rangle ={\frac {1}{Z}}\int _{0}^{2\pi }d\phi \int _{0}^{\pi }d\theta \sin \theta \,\mu \cos \theta \,\exp(\mu B\beta \cos \theta )}
計算を簡単にするために、{\displaystyle Z}の微分を用いて表すと以下となる。
{\displaystyle \left\langle \mu _{z}\right\rangle ={1 \over ZB}{\frac {\partial Z}{\partial \beta }}}
（この計算簡略化のアプローチは前述の量子統計力学のモデルの計算でも用いることができるが、もともと計算が複雑ではないため利用する利点は少ない。）
これを計算することにより、次の式を得る。
{\displaystyle \left\langle \mu _{z}\right\rangle =\mu L(\mu B\beta ),}
ここで関数{\displaystyle L}は
{\displaystyle L(x)=\coth x-{1 \over x}}
で表されるランジュバン関数である。
ランジュバン関数は引数{\displaystyle x}が小さい場合には{\displaystyle L(x)\approx x/3}と近似され、反対に引数{\displaystyle x}が大きい場合には1に漸近する。これより、上記の{\displaystyle \left\langle \mu _{z}\right\rangle }は引数が小さいときにはキュリーの法則に従った振る舞いをするが、キュリー定数は1/3の大きさとなる。また、引数が大きいときには量子統計力学での導出と同様、最大値{\displaystyle N\mu }へと漸近する。

## 応用
キュリーの法則は、磁気温度計の原理として用いられている。磁気温度計を用いると、極低温を測定することができる。

## 参照
- キュリー・ワイスの法則
- 常磁性
- ピエール・キュリー